# Palla al centro (Elisa e Jovanotti)
Palla al centro è un singolo dei cantautori italiani Elisa e Jovanotti, pubblicato il 26 agosto 2022 come quarto estratto dall'undicesimo album in studio di Elisa Ritorno al futuro/Back to the Future.

## Descrizione
Il singolo vede la prima collaborazione tra Elisa e Jovanotti con la produzione di Dardust. La cantante ha raccontato il significato della collaborazione:
(Elisa Toffoli)
Jovanotti ha spiegato la collaborazione attraverso i propri social network, affermando:
(Jovanotti)

## Accoglienza
Cecilia Uzzo di TV Sorrisi e Canzoni definisce il brano «quattro minuti di pura endorfina», con un brano «solare, energico, e ricco di metafore» in cui si uniscono «l’arte melodica di Elisa, penna sempre originale, e il beat trascinante tipico di Jovanotti». All Music Italia, recensendo l'album, afferma che la traccia «vuole essere un’esortazione a vivere a lasciare da parte tutto, schermi compresi, e godersi la vita», apprezzandone la produzione e la ritmicità.

## Tracce
Testi e musiche di Dario Faini, Elisa Toffoli, Lorenzo Cherubini e Vanni Casagrande.
1. Palla al centro (feat. Jovanotti) – 3:47